# Manuel Gavilán (labdarúgó, 1921)
Manuel Gavilán (1921 – 2010. március 8.) paraguayi labdarúgóhátvéd.